# Hynek Kruschina von Lichtenburg
Hynek Kruschina von Lichtenburg (auch: Heinrich (Hinko) Kruschina von Lichtenburg; tschechisch: Hynek (Hinko) Krušina IV. z Lichtenburka; * 1392; † 4. März 1454 in Glatz) war ein hussitischer Befehlshaber sowie Landeshauptmann und Pfandinhaber von Glatz, Münsterberg und Frankenstein.

## Herkunft, Familie und Besitzungen
Hynek Kruschina entstammte dem böhmischen Adelsgeschlecht Lichtenburg, das seinerseits ein Zweig der mächtigen Ronowitzer war. Hyneks Vater Johann Kruschina von Lichtenburg war königlicher Oberstburggraf und Hofmeister sowie Landeshauptmann des Herzogtums Schweidnitz-Jauer. Nach dessen Tod 1407 erbten die Söhne Hynek, Alexander († um 1422) und Johann die Besitzungen Opočno, Kumburk und Albrechtice, das jedoch Königin Sophie als ihr Heiratsgut beanspruchte. Da sich Hynek mit dem Verlust von Albrechtice nicht abfinden wollte, kam es zu kriegerischen Auseinandersetzungen, die erst 1414 zugunsten der Königin Sophie beendet wurden. Vermutlich wegen Verschuldung als Folge der Streitigkeiten musste Hynek im selben Jahr die Herrschaft Opočno verkaufen, die für Hyneks unmündigen Bruder Johann bestimmt war. Zum Ausgleich erwarb er für diesen um 1415 die Herrschaft Arnau von Tristan von Redern. Nachdem Johann 1434 nach einer Auseinandersetzung mit dem Braunauer Stadtrat ermordet worden war, fiel Arnau im selben Jahr an Hynek. 1437 verlieh ihm König Sigismund die Herrschaft Miletín, die bereits von 1404 bis 1407 im Besitz seines Vaters gewesen war.
1425 oder später vermählte sich Hynek mit Anna von Hasenburg (Anna z Házmburka), einer Tochter des Wilhelm Zajíc von Hasenburg, der ein erklärter Gegner der Hussiten war und auf Seiten des Kaisers Sigismund stand. Annas und Hyneks gemeinsamer Sohn wurde zu Ehren seines Großvaters ebenfalls Wilhelm (* vor 1430; † um 1487) genannt. Anna von Hasenburg starb um 1438.
Am 6. September 1440 erwarb Hynek von Anna von Kolditz, der Witwe des 1434 verstorbenen Magnaten Puta d. J. von Častolowitz, dessen Pfandherrschaft über Glatz, Münsterberg und Frankenstein sowie dessen Ländereien in Ostböhmen. Es waren u. a. Neuschloss, Rychmberk, Pottenstein, Albrechtice, Chotzen und die Herrschaft Hummel. Außerdem Častolowitz, für das Hynek der Mutter des verstorbenen Puta von Častolowitz, Anna († 1454 oder früher), einer Tochter des Herzogs Johann II. von Teschen-Auschwitz, eine lebenslange Nutzung einräumte. Gleichzeitig verpflichtete er sich, die auf den Besitzungen lastenden Schulden zu übernehmen und Putas drei Töchter standesgemäß zu versorgen.
Drei Wochen später, am 29. September 1440, vermählte sich Hynek in zweiter Ehe mit Anna von Kolditz. Sie brachte die drei unmündigen Töchter Anna, Katharina und Salome in die Ehe und gebar nach der Heirat mit Hynek noch die Töchter Regina und Euphemia.

## Werdegang
Nach dem Tod von Hyneks Vater übte Čeněk von Wartenberg einen erzieherischen Einfluss auf Hynek aus. Wohl deshalb nahm Hynek 1415 am Böhmischen Landtag teil, der gegen die Verurteilung des Johannes Hus auf dem Konzil von Konstanz protestierte. Zusammen mit seinem Bruder Johann und weiteren böhmischen Adeligen trat er 1420 in Breslau öffentlich gegen den späteren Kaiser Sigismund auf. Kurz danach wurde er bei der Besetzung des Vyšehrad zum Hauptmann eines hussitischen Heeres ernannt. Im selben Jahr gründete er auf dem Berg Horeb bei Königgrätz den ostböhmischen Städtebund der Orebiten, der vom Priester Ambrosius geführt wurde und egalitäre Ziele verfolgte. Obwohl er die durch die Taboriten verübten Grausamkeiten ablehnte, soll er 1426 noch an der Schlacht bei Aussig teilgenommen haben. 1428 unterwarf er sich König Sigismund und zog sich zunächst auf seine Güter zurück.
Im Februar 1437 nahm er an der Krönung von Kaiser Sigismunds Frau Barbara zur böhmischen Königin teil. Nachdem Sigismund im Dezember 1437 starb, unterstützte Hynek die Kandidatur von Sigismunds Schwiegersohn Albrecht. Nach dessen Wahl zum König von Böhmen durfte Hynek bei der Krönung vom 29. Juni 1438 in Prager Veitsdom das Königsschwert tragen und wirkte bei den anschließenden Feierlichkeiten als Truchsess. Da Albrecht im Oktober des Jahres zur Abwehr eines polnischen Einfalls nach Schlesien und anschließend nach Ungarn reiste, um dort die Türken abzuwehren, berief er zur Unterstützung des Statthalters Oldřich Celský neben Meinhard von Neuhaus und Hanuš von Kolowrat auch Hynek in die Landesverwaltung.
Ende der 1430er Jahre bemühte sich Hynek um die Erweiterung seiner Besitzungen in Ostböhmen. Das gelang ihm 1440 mit dem Erwerb der Ländereien des 1434 verstorbenen Puta d. J. von Častolowitz, dessen Witwe Anna von Kolditz er drei Wochen später heiratete. Die Verhandlungen über den Verkauf sollen durch die Entführung von Annas gleichnamiger Tochter Anna beschleunigt worden sein: Sie wurde im Sommer 1440 durch Sigismund von Reichenau, der auch Rachna genannt wurde, von der Burg Glatz aus auf die Burg Neuhaus verschleppt, die ihm als Lehen des Breslauer Bischofs gehörte. Hintergrund der Entführung war Rachnas Wunsch, durch eine mögliche Heirat mit Anna an einen Teil des Erbes ihres verstorbenen Vaters zu gelangen. Anna von Kolditz entschloss sich deshalb zu einem raschen Verkauf ihrer Besitzungen an Hynek, von dem sie sich durch die anschließende Heirat auch die Befreiung ihrer Tochter erhoffte. Hynek verlangte zunächst in Verhandlungen mit dem Breslauer Bischof Konrad von Oels die Befreiung seiner Stieftochter und die Bestrafung des Entführers. Um seine Forderung zu bekräftigen, begann Hynek mit Plünderungen im Bistumsland Neisse. Am 29. Dezember 1440 verpflichtete sich der Bischof zwar, Rachna zu enteignen und die Burg Neuhaus an die Familie des entführten Mädchens zu übertragen, zögerte jedoch, einzugreifen. Anfang 1441 belagerte Hynek deshalb mit seinem Heer die Burg und befreite seine Stieftochter; dem Entführer Rachna und seinen Helfern gelang die Flucht auf die unweit gelegene bischöfliche Burg Kaltenštejn. Entsprechend der Zusage des Bischofs eignete sich Hynek die Burg Neuhaus an und setzte dort eigene Schutzkräfte sowie einen Vogt ein.
Im Juli 1441 kehrte Sigismunds Witwe Barbara nach Böhmen zurück, um das ihr zugesprochene Witwengut in Besitz zu nehmen. Hynek begleitete sie auf dem Weg von Glatz nach Königgrätz, wo sie von Hynek Ptáček von Pirkstein und anderen böhmischen Adeligen begrüßt wurde. Schon ein Jahr vorher hatte er sich beim Nymburger Treffen der ostböhmischen Utraquisten Hynek Ptaček angenähert. Im August 1441 trat Hynek auf der Časlauer Versammlung Hynek Ptačeks ostböhmischem Landfried (Landfrýd) bei, einem regionalen Bündnis von Adeligen und Städten zur Wahrung des Friedens. Dort soll er auch in Kontakt mit dem Raubritter Jan Kolda von Žampach gekommen sein, der widerrechtlich die Burg Rychmberk und die Herrschaft Hummel hielt, die zu den Ländereien gehörten, die Hynek 1440 von Anna von Kolditz erworben hatte.
Wohl wegen Hyneks Sympathie für die Utraquisten blieb die Feindschaft mit Bischof Konrad von Oels bestehen, der Hynek dessen hussitische Vergangenheit anlastete. Die Zwietracht führte in den nächsten Jahren zu kriegerischen Auseinandersetzungen, an denen auch andere schlesische Fürsten beteiligt waren. Sie lehnten vor allem Hyneks Anspruch auf das Herzogtum Münsterberg ab, bei dem die Münsterberger Stände unter Leitung des Hauptmanns Friedrich Stosch eine entscheidende Rolle spielten. Zu deren Abschreckung und um seinen Ansprüchen auf Münsterberg Nachdruck zu verleihen, plünderte Hynek Kruschina am 20. Juli 1442 das Kloster Heinrichau, mit dem das Münsterberger Patriziat besonders verbunden war. Einen neuerlichen Angriff, mit dem Hynek das Herzogtum erobern wollte, konnten die Münsterberger am 20. Juli 1442 erfolgreich abwehren.
Vermutlich deshalb wählten sie am 25. April 1443 den Přemysliden Herzog Wilhelm von Troppau (1410–1452) zu ihrem neuen Landesherrn, dessen Mutter Katharina eine Schwester des letzten Münsterberger Piasten Johann war. Obwohl Wilhelm zudem seit kurzem mit Salome, Hyneks Stieftochter und Tochter des verstorbenen Münsterberger Pfandherrn Puta d. J. von Častolowitz, verheiratet war, zählte auch er zu Hyneks Widersachern.
Am 15. und 16. Juli 1443 belagerten der Breslauer Bischof und Wilhelm von Münsterberg sowie deren Verbündete die Burg Neuhaus, die in Hyneks Besitz war und ein Raubritternest gewesen sein soll, und eroberten sie. Gleichzeitig wurde Frankenstein, das damals zu Glatz gehörte, belagert und im Glatzer Land die Burg Karpenstein zerstört, von der aus Hynek räuberische Überfälle und Plünderungen im Bistumsland unternommen haben soll.
Erst ab dem Sommer 1444 kam es zu einer allmählichen Beruhigung der langjährigen kriegerischen Auseinandersetzungen. Ende 1444 wurden auch die Streitigkeiten zwischen Wilhelm von Münsterberg und Hynek beigelegt, obwohl dieser seinen Anspruch auf Münsterberg niemals aufgegeben hatte. Im selben Jahr gelangte Hynek an die ihm seit 1440 rechtlich zustehende Herrschaft Hummel. Die gleichnamige Burg soll allerdings weiterhin ein Räubernest gewesen sein. Von den unterhalb der Burg über den Hummelpass ziehenden Kaufleuten und Reisenden soll er hohe Zölle erhoben haben.
1446 unterzeichnete Hynek beim Prager Landtag ein Schreiben an den Papst, mit dem dieser aufgefordert wurde, die Prager Kompaktaten zu bestätigen und Jan Rokycana als Erzbischof anzuerkennen. Beim Prager Landtag vom 27. April 1452 nahm Hynek an der Wahl Georg von Podiebrads zum Landesverweser des Königreichs Böhmen teil, das dieser bis zur Regierungsfähigkeit des künftigen Königs Ladislaus ausüben sollte. Am 16. Oktober 1452 verabschiedete der Landtag eine Wahlkapitulation, die durch eine hochrangige Gesandtschaft, der auch Hynek angehörte, nach Wien überbracht wurde.

## Was blieb
Hynek starb in Glatz, wo er die letzten Jahre überwiegend residierte. Im Glatzer Land erwarb er sich Achtung, weil er es verstand, die kriegerischen Auseinandersetzungen der Jahre 1441 bis 1445 fernzuhalten. Zudem genoss er wegen seiner religiösen Toleranz hohes Ansehen. Sein Leichnam wurde im Glatzer Augustinerstift bestattet, dessen Wohltäter er war und zu dem er stets gute Beziehungen unterhielt. Dort stiftete am 9. Dezember 1455 Hyneks Witwe Anna ein Benefizium „daß man singen sol alle dinstage bey des Kruschen grap“. In einem Nekrolog des Klosters Kamenz wird er als dessen treuer Gönner (fidelis fautor monasterii) bezeichnet.
Sohn Wilhelm Kruschina verkaufte schon wenige Wochen nach Hyneks Tod – vermutlich aufgrund eines noch von seinem Vater abgeschlossenen Vorvertrages – die ehemals der Familie Častolowitz gehörenden Ländereien einschließlich der Herrschaft Hummel sowie der Pfandschaften über Glatz, Münsterberg und Frankenstein an den späteren böhmischen König Georg von Podiebrad, dem bereits rechtmäßig die benachbarte große Herrschaft Nachod gehörte. Dadurch gelang Podiebrad die Erweiterung seines Herrschaftsgebiets in Ostböhmen und mit dem Herzogtum Münsterberg, das er 1456 von Ernst von Troppau erwarb, auch die Einflussnahme in Schlesien. Das Glatzer Land erhob Podiebrad 1459 zu einer Grafschaft.
Die ursprünglichen Lichtenburger Besitzungen Arnau und Kumburk wurden zunächst nicht verkauft. Aus nicht näher bekannten Gründen musste Wilhelm Kruschina Arnau schon bald an seine Stiefmutter Anna von Kolditz († 1467) verkaufen. Er behielt lediglich die Herrschaft Kumburk mit der gleichnamigen Burg, die bis Ende des 15. Jahrhunderts im Besitz seiner Nachkommen blieb sowie die Herrschaft Miletín, die seine Nachkommen bis 1522 behalten haben.
Wilhelm Kruschinas Söhne Johann, Hynek, Bernhard und Smil waren 1527 im Besitz von Trautenau. Bernhard hinterließ die Söhne Hynek und Johann. Da der letztere 1539 ohne Nachkommen starb, war Hyneks Sohn Johann Bernhard († 1580) der letzte Nachkomme des Lichtenburger Familienzweigs der Kruschina.